# Intendant des finances
Les intendants des finances sont des agents de l'administration financière de la France sous l'Ancien Régime.

## Fonction
Les intendants organisent et contrôlent la perception des impôts domaniaux et assistent l'action du Roi en matière fiscale auprès des parlements. Ils rectifient les terriers du roi et répartissent les impôts royaux directs dans les pays d'élection. Ils exercent la tutelle financière des communautés d'habitants (ville par exemple) et des établissements royaux ou cléricaux (manufactures, écoles, abbayes...) et prennent en liaison avec les intendants provinciaux toute mesure utile au progrès économique (routes, gestion forestière, manufactures, formation...).

## Histoire
La fonction d'intendant des finances est créée en 1522 par François Ier dans le but de surveiller les trésoriers.
En 1552, elle devient une commission pour gérer les subsides levés pour le voyage d'Allemagne. En 1556, ces commissaires prennent le nom d'intendants des finances. Les intendants forment un ministère collégial des finances, mais il n'est pas rare que l'un d'entre eux bénéficie d'une prééminence ou soit, parfois, nommé surintendant des finances. 
Le nombre des intendants subit des fluctuations importantes, passant de trois à six au milieu du XVIe siècle, puis à douze au milieu du XVIIe siècle avant de revenir à trois en 1661. Les intendants reçoivent chacun la charge d'un département géographique, auxquels s'ajoutent à partir de 1661 des attributions spécialisées, comme les ponts et chaussées ou les impositions directes. 
En 1690, les intendants deviennent des officiers soumis à la direction du contrôleur général. Ce dernier est titulaire d'une commission révocable à tout moment, à la différence des offices des intendants des finances : ces derniers assuraient donc, par leur stabilité, la continuité de l'administration des finances. 
Comme le contrôleur général, les intendants sont supprimés sous la polysynodie, puis recréés en 1722. 
En 1777, ils sont à nouveau supprimés et leurs fonctions données à des maîtres des requêtes, qui reçoivent en 1787 des commissions d'intendant des finances.

## Organisation
Les intendants des finances n'entrent de droit qu'au Conseil privé, mais ils n'y sont pas très assidus. Deux d'entre eux siégeaient au Conseil royal des finances. Presque tous finissaient par être nommés conseillers d'État.
Ils bénéficiaient d'une grande autonomie dans l'exercice de leurs départements, correspondant directement avec le chancelier de France, les secrétaires d'État, les intendants provinciaux. Il arrivait que les intendants des finances se réunissent de manière informelle pour préparer les dossiers à présenter au Conseil royal des finances, ce qui de facto aboutissait à se substituer à celui-ci. 
Les intendants des finances sont généralement choisis, comme le contrôleur général, parmi les maîtres des requêtes. Cette identité d'origine, alliée à la stabilité des uns et à l'instabilité de l'autre, tendait à estomper la hiérarchie qui existait en principe entre le contrôleur général et les intendants. Mais même si le rang de ces derniers les assimilait quasiment aux secrétaires d'État, ils n'avaient pas le privilège – réservé au contrôleur général des finances – de travailler en particulier avec le Roi. Leur importance et leur rang ne cessèrent cependant de s'affirmer jusque sous le règne de Louis XV.
Chaque intendant des finances est à la tête d'un département recouvrant un ensemble cohérent d'attributions : les impositions ; les ponts et chaussées ; les forêts et domaines.